# TT255
| r · Z1 | i | i |

| r · Z1 | i | i |

Le tombeau thébain TT 255 est situé à Dra Abou el-Naga.
Il fait partie de la nécropole thébaine, située sur la rive ouest du Nil, face à Louxor.
C'est le lieu de sépulture de l'ancien égyptien Roy, scribe royal, intendant des domaines d'Horemheb et d'Amon, qui a vécu à la fin de la XVIIIe dynastie, sous le règne d'Horemheb. 
C'est l'une des deux tombes de Dra Abou el-Naga qui soit ouverte au public. Roy était un « scribe royal dans les domaines d'Horemheb et d'Amon », sous le règne d'Horemheb. Sa femme, qui apparaît avec lui dans les peintures funéraires, est nommée Nebtaouy, (abrégé Taouy). 

## Description

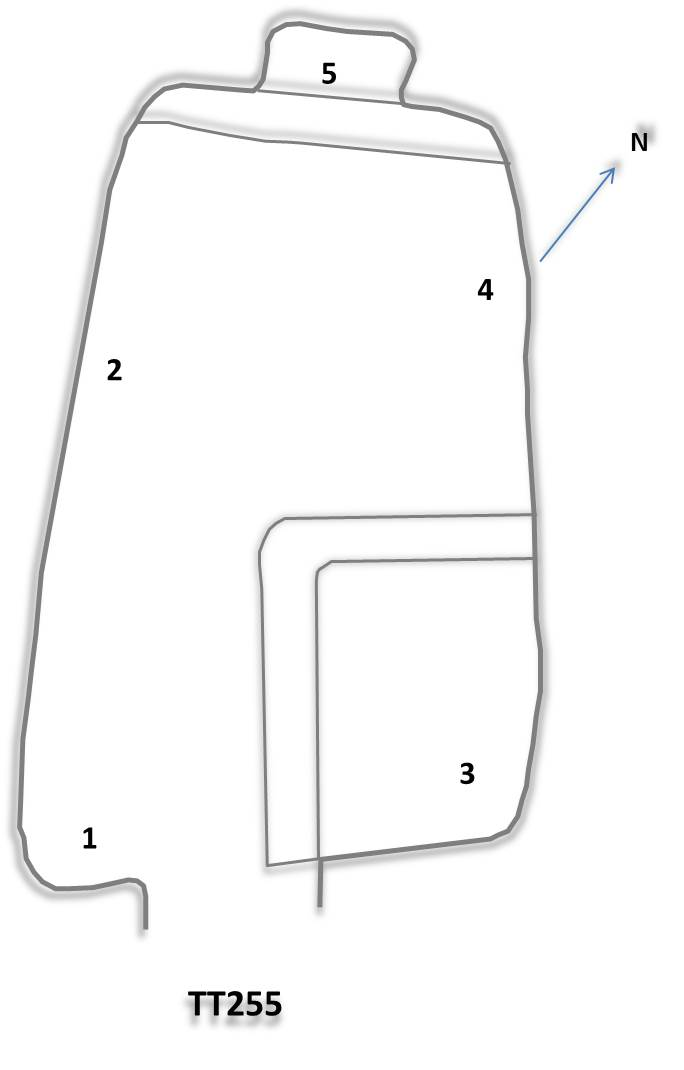

Le tombeau est petit, composé d'une seule petite chambre avec une niche et un puits funéraire, mais il est bien décoré. La qualité, le détail et les couleurs vives de ses peintures compensent la taille réduite de la tombe.